# Đại dịch COVID-19 tại châu Á
Bùng phát đại dịch COVID-19 bắt đầu tại châu Á, có nguồn gốc từ Vũ Hán, Hồ Bắc, Trung Quốc, và đã lan rộng ra khắp lục địa. Tính đến ngày 12 tháng 5 năm 2022, ít nhất một trường hợp nhiễm COVID-19 ở gần hết các quốc gia ở châu Á, ngoại trừ Turkmenistan.
Các nước ở châu Á có số ca nhiễm COVID-19 cao nhất là Ấn Độ, Hàn Quốc, Nhật Bản, Thổ Nhĩ Kỳ, Việt Nam, Đài Loan và các nước ở châu Á có số ca tử vong vì COVID-19 cao nhất là Ấn Độ, Indonesia, Iran, Thổ Nhĩ Kỳ. Dù là khu vực đầu tiên trên thế giới ảnh hưởng bởi đại dịch, nhưng các quốc gia ở châu Á, đặc biệt là Bhutan, Singapore, Đài Loan và Việt Nam đã đưa ra những biện pháp phòng dịch được đánh giá là tương đối tốt. Trung Quốc bị chỉ trích vì ban đầu cố tình làm giảm mức độ nghiêm trọng của đợt bùng dịch, nhưng những biện pháp ngăn chặn dịch trên diện rộng nước này đã ngăn chặn dịch phần lớn từ tháng 3 năm 2020.
Tính đến hết ngày 13 tháng 4 năm 2024, Ấn Độ là quốc gia số ca mắc COVID-19 cao nhất châu Á với hơn 45 triệu ca và cũng là quốc gia có số ca tử vong cao nhất với hơn 533,000 ca tử vong.

## Đại dịch theo quốc gia
| Quốc gia          | Ngày phát hiện | Xác nhận    | Tử vong   | Bài viết chính                          | Nguồn         |
| ----------------- | -------------- | ----------- | --------- | --------------------------------------- | ------------- |
| Ấn Độ             | 30-1-2020      | 45,035,393  | 533,570   | Đại dịch COVID-19 tại Ấn Độ             | [ 5 ]         |
| Hàn Quốc          | 20-1-2020      | 34,571,873  | 35,934    | Đại dịch COVID-19 tại Hàn Quốc          | [ 6 ]         |
| Nhật Bản          | 16-1-2020      | 33,803,572  | 74,694    | Đại dịch COVID-19 tại Nhật Bản          | [ 7 ]         |
| Thổ Nhĩ Kỳ        | 10-3-2020      | 17,232,066  | 102,174   | Đại dịch COVID-19 tại Thổ Nhĩ Kỳ        | [ 8 ]         |
| Việt Nam          | 23-1-2020      | 11,625,195  | 43,206    | Đại dịch COVID-19 tại Việt Nam          | [ 9 ]         |
| Đài Loan          | 21-1-2020      | 10,241,523  | 19,005    | Đại dịch COVID-19 tại Đài Loan          | [ 10 ] [ 11 ] |
| Iran              | 19-2-2020      | 7,627,186   | 146,811   | Đại dịch COVID-19 tại Iran              | [ 12 ]        |
| Indonesia         | 2-3-2020       | 6,829,221   | 162,063   | Đại dịch COVID-19 tại Indonesia         | [ 13 ]        |
| Malaysia          | 25-1-2020      | 5,278,406   | 37,348    | Đại dịch COVID-19 tại Malaysia          | [ 14 ]        |
| Israel            | 21-2-2020      | 4,841,772   | 12,707    | Đại dịch COVID-19 tại Israel            | [ 15 ]        |
| CHDCND Triều Tiên | 12-5-2022      | 4,772,813   | 74        | Đại dịch COVID-19 tại CHDCND Triều Tiên | [ 16 ]        |
| Thái Lan          | 13-1-2020      | 4,770,149   | 34,586    | Đại dịch COVID-19 tại Thái Lan          | [ 17 ]        |
| Philippines       | 30-1-2020      | 4,140,383   | 66,864    | Đại dịch COVID-19 tại Philippines       | [ 18 ] [ 19 ] |
| Singapore         | 23-1-2020      | 3,006,155   | 2,024     | Đại dịch COVID-19 tại Singapore         | [ 20 ]        |
| Hồng Kông         | 22-1-2020      | 2,937,609   | 14,924    | Đại dịch COVID-19 tại Hồng Kông         | [ 21 ]        |
| Iraq              | 24-2-2020      | 2,465,545   | 25,375    | Đại dịch COVID-19 tại Iraq              | [ 22 ]        |
| Bangladesh        | 8-3-2020       | 2,049,377   | 29,493    | Đại dịch COVID-19 tại Bangladesh        | [ 23 ] [ 24 ] |
| Gruzia            | 26-2-2020      | 1,861,665   | 17,132    | Đại dịch COVID-19 tại Gruzia            | [ 25 ]        |
| Jordan            | 2-3-2020       | 1,746,997   | 14,122    | Đại dịch COVID-19 tại Jordan            | [ 26 ]        |
| Pakistan          | 26-2-2020      | 1,581,936   | 30,664    | Đại dịch COVID-19 tại Pakistan          | [ 27 ]        |
| Kazakhstan        | 13-3-2020      | 1,411,831   | 13,848    | Đại dịch COVID-19 tại Kazakhstan        | [ 28 ] [ 29 ] |
| Liban             | 21-2-2020      | 1,243,838   | 10,952    | Đại dịch COVID-19 tại Liban             | [ 30 ] [ 31 ] |
| UAE               | 29-1-2020      | 1,067,030   | 2,349     | Đại dịch COVID-19 tại UAE               | [ 32 ]        |
| Mông Cổ           | 10-3-2020      | 1,011,496   | 2,284     | Đại dịch COVID-19 tại Mông Cổ           | [ 33 ]        |
| Nepal             | 23-1-2020      | 1,003,450   | 12,031    | Đại dịch COVID-19 tại Nepal             | [ 34 ]        |
| Ả Rập Xê Út       | 2-3-2020       | 841,469     | 9,646     | Đại dịch COVID-19 tại Ả Rập Xê Út       | [ 35 ]        |
| Azerbaijan        | 28-2-2020      | 835,234     | 10,400    | Đại dịch COVID-19 tại Azerbaijan        | [ 36 ]        |
| Bahrain           | 24-2-2020      | 729,549     | 1,574     | Đại dịch COVID-19 tại Bahrain           | [ 37 ]        |
| Síp               | 9-3-2020       | 681,110     | 1,365     | Đại dịch COVID-19 tại Síp               | [ 38 ]        |
| Sri Lanka         | 27-1-2020      | 672,754     | 16,897    | Đại dịch COVID-19 tại Sri Lanka         | [ 39 ] [ 40 ] |
| Kuwait            | 24-2-2020      | 667,158     | 2,570     | Đại dịch COVID-19 tại Kuwait            | [ 41 ]        |
| Myanmar           | 23-3-2020      | 641,873     | 19,495    | Đại dịch COVID-19 tại Myanmar           | [ 42 ]        |
| Palestine         | 5-3-2020       | 621,008     | 5,404     | Đại dịch COVID-19 tại Palestine         | [ 43 ]        |
| Qatar             | 29-2-2020      | 514,524     | 690       | Đại dịch COVID-19 tại Qatar             | [ 44 ]        |
| Trung Quốc        | 1-12-2019      | 503,302     | 5,272     | Đại dịch COVID-19 tại Trung Quốc        | [ 45 ]        |
| Armenia           | 1-3-2020       | 451,831     | 8,777     | Đại dịch COVID-19 tại Armenia           | [ 46 ]        |
| Oman              | 24-2-2020      | 399,449     | 4,628     | Đại dịch COVID-19 tại Oman              | [ 47 ]        |
| Brunei            | 9-3-2020       | 343,719     | 225       | Đại dịch COVID-19 tại Brunei            | [ 48 ] [ 49 ] |
| Uzbekistan        | 15-3-2020      | 253,662     | 1,637     | Đại dịch COVID-19 tại Uzbekistan        | [ 50 ]        |
| Afghanistan       | 24-2-2020      | 234,174     | 7,996     | Đại dịch COVID-19 tại Afghanistan       | [ 51 ]        |
| Lào               | 24-3-2020      | 218,970     | 758       | Đại dịch COVID-19 tại Lào               | [ 52 ]        |
| Kyrgyzstan        | 18-3-2020      | 206,897     | 2,991     | Đại dịch COVID-19 tại Kyrgyzstan        | [ 53 ]        |
| Maldives          | 7-3-2020       | 186,694     | 316       | Đại dịch COVID-19 tại Maldives          | [ 54 ] [ 55 ] |
| Campuchia         | 27-1-2020      | 139,103     | 3,056     | Đại dịch COVID-19 tại Campuchia         | [ 56 ] [ 57 ] |
| Bhutan            | 6-3-2020       | 62,697      | 21        | Đại dịch COVID-19 tại Bhutan            | [ 58 ]        |
| Syria             | 22-3-2020      | 57,743      | 3,165     | Đại dịch COVID-19 tại Syria             | [ 59 ]        |
| Ma Cao            | 22-1-2020      | 27,673      | 123       | Đại dịch COVID-19 tại Ma Cao            | [ 60 ]        |
| Đông Timor        | 20-3-2020      | 23,460      | 138       | Đại dịch COVID-19 tại Đông Timor        | [ 61 ]        |
| Tajikistan        | 30-4-2020      | 17,786      | 125       | Đại dịch COVID-19 tại Tajikistan        | [ 62 ]        |
| Yemen             | 10-4-2020      | 11,945      | 2,159     | Đại dịch COVID-19 tại Yemen             | [ 63 ]        |
| Tổng số           |                | 221,500,265 | 1,553,662 |                                         |               |

Chú thíchIn nghiêng là vùng lãnh thổ hải ngoại.
- Turkmenistan là quốc gia châu Á duy nhất không ghi nhận trường hợp mắc COVID-19 nào.

## Các ca nhiễm bệnh được xác nhận

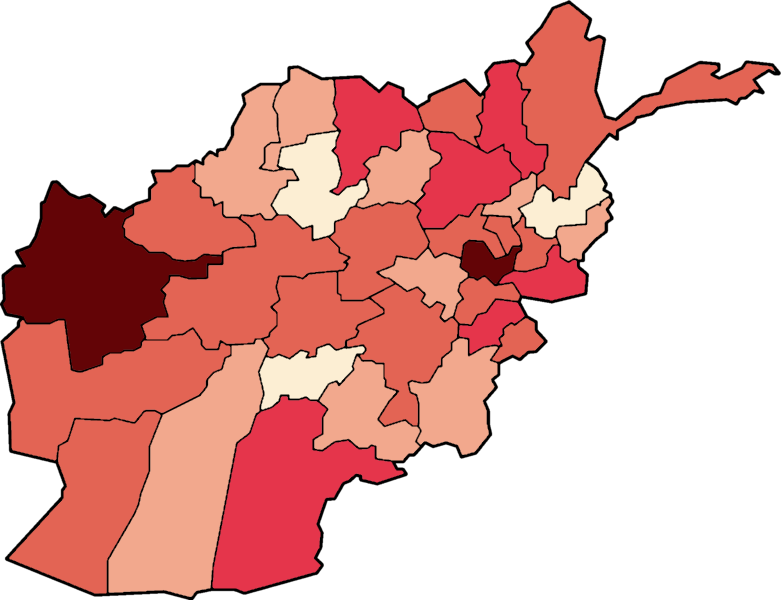
Bản đồ dịch ở Afghanistan
(kể từ ngày 24 tháng 2 năm 2020)

### Afghanistan
Vào ngày 23 tháng 2 năm 2020, ít nhất ba công dân của Herat vừa trở về từ Qom đã bị nghi ngờ nhiễm COVID-19. Các mẫu máu đã được gửi đến Kabul để xét nghiệm thêm. Afghanistan sau đó đóng cửa biên giới với Iran. 

Vào ngày 24 tháng 2, Afghanistan đã xác nhận trường hợp COVID-19 đầu tiên liên quan đến một trong ba người từ Herat, một người đàn ông 35 tuổi có kết quả dương tính với SARS-CoV-2. Vào ngày 7 tháng 3, ba trường hợp mới được xác nhận tại tỉnh Herat. Vào ngày 10 tháng 3, trường hợp đầu tiên được xác định bên ngoài tỉnh Herat, là ở tỉnh Samangan, tức là hiện có năm trường hợp nhiễm tại Afghanistan.

Bản đồ dịch ở Armenia
(kể từ ngày 1 tháng 3 năm 2020)

### Armenia
Armenia xác nhận trường hợp nhiễm coronavirus đầu tiên vào đêm muộn ngày 29 tháng 2 / sáng sớm ngày 1 tháng 3, thông báo một công dân Armenia 29 tuổi đã trở về từ Iran và được xác nhận dương tính với virus này. Vợ anh đã được xét nghiệm và kết quả âm tính. Thủ tướng Nikol Pashinyan tuyên bố rằng người này "hiện đang trong tình trạng tốt". Khoảng 30 người đã tiếp xúc với anh ta đang được thử nghiệm và sẽ bị cách ly. Armenia trước đó đã đóng cửa biên giới với Iran. Tính đến ngày 15 tháng 3, có 23 trường hợp được xác nhận với hơn 300 trường hợp được cách ly. Vào ngày 23 tháng 3, đã có 23 ca nhiễm được xác nhận.

### Azerbaijan

Bản đồ dịch ở Azerbaijan
(kể từ ngày 28 tháng 2 năm 2020)

Vào ngày 28 tháng 2, Azerbaijan xác nhận trường hợp đầu tiên là từ một công dân Nga, người đang đi từ Iran. Vào ngày 12 tháng 3, người phụ nữ đã chết vì suy đa cơ quan, được chẩn đoán một ngày trước khi nhiễm COVID-19. Điều này đánh dấu ca tử vong đầu tiên vì coronavirus ở Azerbaijan. Vào ngày 22 tháng 3, sự lây lan từ người sang người đầu tiên ở nước này được xác nhận. Vào ngày 31 tháng 3, Azerbaijan tuyên bố kiểm dịch trên toàn quốc. Mọi người đều phải ở trong nhà riêng hoặc căn hộ,  nơi thường trú hoặc tạm trú cho đến ngày 20 tháng 4.

### Bahrain
Ca nhiễm đầu tiên ở đất nước này đã được xác nhận vào ngày 21 tháng 2 năm 2020.  Bahrain đã xác nhận tổng cộng có 565 ca nhiễm Covid-19 bao gồm bốn ca tử vong và 337 ca hồi phục. Chính phủ Bahrain đã tiết lộ sự giúp đỡ ủng hộ đối với 4.3 tỷ Bahrain Dynars rằng bao gồm miễn cho người tiêu dùng hóa đơn tiền điện và tiền nước trong ba tháng.

Bản đồ dịch ở Bangladesh
(kể từ ngày 7 tháng 3 năm 2020)

### Bangladesh
Ba ca nhiễm đầu tiên ở nước này được xác nhận vào ngày 7 tháng 3 năm 2020. Hai trong số đó có lịch sử trở về Bangladesh từ Ý và người còn lại là thành viên trong gia đình của một trong hai người. Vào ngày 18 tháng 3, ca tử vong đầu tiên vì coronavirus ở nước này được xác nhận.
Vào ngày 22 tháng 3, Bangladesh tuyên bố ngưng hoạt động trong 10 ngày từ 26 tháng 3 đến 4 tháng 4 để ngăn chặn sự lây lan của coronavirus.
Viện Dịch tễ học, Kiểm soát Dịch bệnh và Nghiên cứu (IEDCR) đã xác nhận thêm một người nữa đã chết vì coronavirus (Covid-19) bị lây nhiễm tại Bangladesh, nói rằng con số người tử vong vì dịch bệnh trong đất nước là năm, Dhaka Tribune lặp lại.
Bangladesh vào thứ tư đã xác nhận một ca tử vong khác nói cái chết tổng cộng ở đất nước tăng sáu, trong khi con số phục hồi là 54. Khóa toàn quốc được mở rộng vào ngày 4 tháng 9 để hạn chế sự lây lan, nhưng Thủ tướng Sheikh Hasina vào thứ ba nói rằng ngoại ô và các ngành công nghiệp có thể tiếp tục công việc. Bộ trưởng y tế Zahid Malik nói rằng: "Khoảng 300 máy thở đã nhập cảng. Đã khoảng 700 máy thở qua các bệnh viên tư nhân".

### Bhutan

Bản đồ đại dịch COVID-19 tại Brunei kể từ ngày 9 tháng 3 năm 2020

Vào ngày 6 tháng 3, ca nhiễm đầu tiên ở Bhutan đã được xác nhận.

### Brunei
Vào ngày 9 tháng 3 năm 2020, Bộ Y tế xác nhận rằng xét nghiệm virus corona sơ bộ đã cho kết quả dương tính với một người đàn ông 53 tuổi, đã trở về từ Kuala Lumpur, Malaysia vào ngày 3 tháng 3 năm 2020. Bệnh nhân được chuyển đến Trung tâm cách ly quốc gia ở Tutong để điều trị.

### Campuchia

Bản đồ dịch ở Campuchia
(kể từ ngày 29 tháng 1)

Vào ngày 27 tháng 1 năm 2020, Campuchia đã xác nhận trường hợp COVID-19 đầu tiên ở Sihanoukville, một người đàn ông Trung Quốc 60 tuổi đi du lịch đến thành phố ven biển này từ Vũ Hán cùng gia đình. Ba thành viên khác trong gia đình anh ta bị cách ly vì họ dường như không có triệu chứng, trong khi anh ta được đưa vào một phòng riêng tại Bệnh viện Preah Sihanouk. Jia Jianhua, đi du lịch đến thành phố ven biển từ Vũ Hán cùng gia đình vào ngày 23 tháng 1. Ba thành viên khác trong gia đình anh bị cách ly dù họ không có các triệu chứng, trong khi anh được đưa vào một phòng riêng tại Bệnh viện Giới thiệu Preah Sihaounuk. Đến ngày 10 tháng 2, sau hai tuần được cách ly và theo dõi, anh đã bình phục hoàn toàn, Bộ Y tế tuyên bố xét nghiệm âm tính lần thứ ba bởi Viện Pasteur tại Campuchia. Gia đình cuối cùng đã xuất viện và bay trở về quê nhà vào ngày hôm sau khi 80 người quốc tịch Trung Quốc đến Sihaonuk trên cùng chuyến bay với Jia, hầu hết đã trở về Trung Quốc, dù Vũ Hán vẫn đang bị cách ly.

Các ca nhiễm COVID ở Trung Quốc kể từ ngày 1 tháng 12 năm 2019

### Trung Quốc
Mô hình tinh vi của vụ dịch cho thấy số ca mắc bệnh ở Trung Quốc sẽ cao hơn nhiều lần nếu không có sự can thiệp như phát hiện sớm và cách ly người nhiễm bệnh.
Lần đầu kể từ khi dịch bệnh bùng phát, Trung Quốc đã tiết lộ 1,541 trường hợp không triệu chứng mang mầm bệnh gây chết người, làm dấy lên lo ngại về đợt lây lan thứ hai trong bối cảnh các biện pháp nghiêm ngặt tại quốc gia này được khởi xướng chứa đựng căn bệnh chết người.

Các trường hợp nhiễm không triệu chứng là những người mang virus nhưng không có biểu hiện bất kỳ nào và có thể gây ra các cụm nhiễm lẻ tẻ. Trong một thông báo bất ngờ, Ủy ban Y tế Quốc gia Trung Quốc (NHC) cho biết họ sẽ bắt đầu công bố dữ liệu các bệnh nhân không triệu chứng.

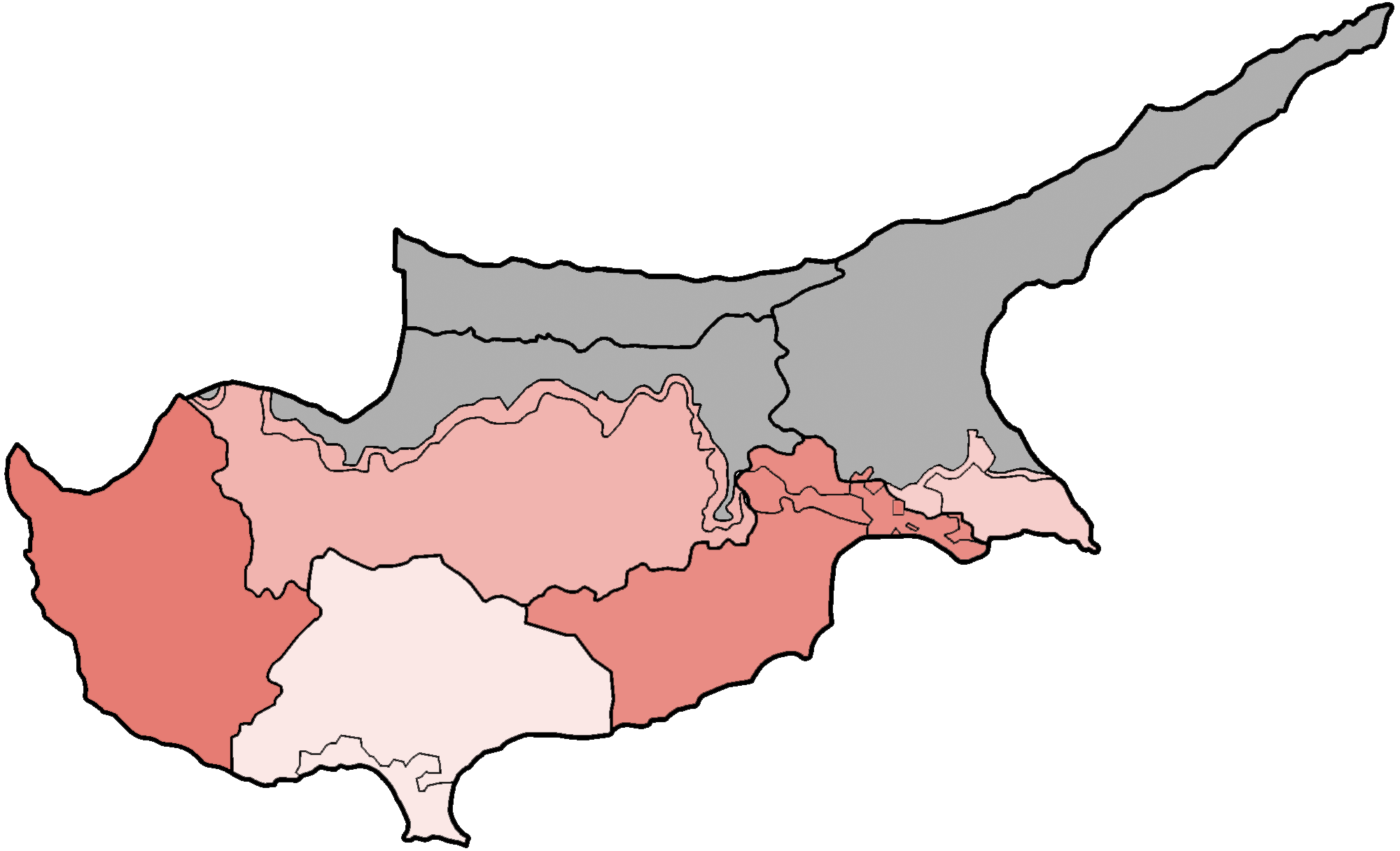
Bản đồ dịch ở Síp
(kể từ ngày 9 tháng 3)

Tổng cộng có 1,541 bệnh nhân không triệu chứng được theo dõi y tế tại Trung Quốc, bao gồm 205 trường hợp từ nước ngoài, Tân Hoa Xã dẫn lời NHC trong một tuyên bố.

### Síp
Vào ngày 9 tháng 3, đảo Síp xác nhận hai trường hợp đầu tiên, một ở Nicosia và một ở Limassol.

### Đông Timor

Biểu đồ số ca nhiễm ở Gruzia (kể từ ngày 26 tháng 2 năm 2020)

Vào ngày 20 tháng 3, Đông Timor đã xác nhận trường hợp nhiễm COVID-19 đầu tiên tại nước này.

### Gruzia
Tất cả các chuyến bay từ Trung Quốc và Vũ Hán đến sân bay Sân bay Quốc tế Tbilisi đã bị hủy cho đến ngày 27 tháng 1. Bộ Y tế thông báo rằng tất cả các hành khách đến từ Trung Quốc sẽ được kiểm tra. Gruzia cũng tạm thời đóng cửa tất cả các chuyến bay đến Iran.
Vào ngày 26 tháng 2, Gruzia đã xác nhận trường hợp nhiễm COVID-19 đầu tiên của mình. Một người đàn ông 50 tuổi, trở về Gruzia từ Iran, đã được vào Bệnh viện Bệnh truyền nhiễm ở Tbilisi. Ông ta trở lại biên giới Gruzia qua Azerbaijan bằng taxi.
Vào ngày 28 tháng 2, Georgia đã xác nhận một phụ nữ Georgia 31 tuổi, đã đi du lịch đến Ý đã được thử nghiệm dương tính với virus corona và được đưa vào Bệnh viện Bệnh truyền nhiễm ở Tbilisi.
29 người nữa, đang bị cách ly trong một bệnh viện ở Tbilisi, với người đứng đầu Trung tâm Kiểm soát Dịch bệnh quốc gia Gruzia, Amiran Gamkrelidze nói rằng có xác suất cao là một số người bị nhiễm virus.
Vào ngày 5 tháng 3, 5 người đã thử nghiệm dương tính với virus corona mới COVID-19 ở Gruzia, nâng tổng số người nhiễm bệnh ở nước này lên chín. Người đứng đầu Trung tâm kiểm soát dịch bệnh quốc gia Amiran Gamkrelidre đã đưa ra thông báo tại cuộc họp báo vào ngày hôm sau. Ông nói, tất cả năm người thuộc cùng một nhóm đã cùng nhau đi du lịch đến Ý và trở về Georgia vào Chủ nhật.

Vào ngày 7 tháng 3, ba người đã thử nghiệm dương tính với coronavirus mới Gruzia, nâng tổng số người bị nhiễm ở nước này lên mười hai. Người đứng đầu Trung tâm kiểm soát dịch bệnh quốc gia Amiran Gamkrelidre cho biết trong cuộc họp báo vào ngày hôm sau rằng không có ly do gì để hoảng sợ. Một trong những người bị nhiễm bệnh là con trai của Gamkrelidre, Nikoloz. Gamkrelidre đã viết trên Facebook của mình rằng anh ta mắc bệnh từ đồng nghiệp, người đã được xét nghiệm dương tính với COVID-19 vào thứ tư. Gruzia đã đình chỉ các chuyến bay trực tiếp tới Ý, để ngăn chặn sự lây nan coronavirus tại nước này. Coronavirus ở Gruzia chủ yếu được phát hiện trong những hành khách đi du lịch tới Ý gần đây.

Bản đồ dịch ở Hồng Kông
(kể từ ngày 23 tháng 1)

### Hồng Kông
Tính đến ngày 1 tháng 3, Trung tâm Bảo vệ Sức khỏe đã xác định được 100 ca nhiễm ở Hồng Kông (bao gồm 2 trường hợp nghi ngờ phục hồi ở Hồng Kông, với 36 trường hợp được chữa khỏi và 2 ca tử vong. Tính đến ngày 2 tháng 4, con số được xác nhận các trường hợp có thể xảy ra ở Hồng Kông đã tăng 767 sau khi một dòng người trở về nước. 467, hoặc 60.89% ca nhiễm là trường hợp nhập khẩu.

Bản đồ các ca nhiễm ở các bang và vùng lãnh thổ hải ngoại của Ấn Độ kể từ ngày 30 tháng 1 năm 2020

### Ấn Độ
Chính phủ Ấn Độ đã ban hành tư vấn du lịch cho công dân của mình, đặc biệt là đối với Vũ Hán, nơi có khoảng 500 sinh viên y khoa Ấn Độ theo học. Nó đã chỉ đạo bảy sân bay quốc tế lớn thực hiện sàng lọc nhiệt độ của hành khách đến từ Trung Quốc.
Vào ngày 30 tháng 1, Ấn Độ đã xác nhận trường hợp đầu tiên của mình ở một sinh viên đã từ Đại học Vũ Hán trở về Kerala. Vào ngày 2 tháng 2, một trường hợp thứ hai đã được xác nhận tại Kerala; cá nhân đi du lịch thường xuyên giữa Ấn Độ và Trung Quốc. Vào ngày 3 tháng 2, ca nhiễm thứ ba đã được báo cáo ở Kerala. Bệnh nhân đã đi từ Vũ Hán. Cả ba đều đã hồi phục sau khi bị nhiễm virus.
105 người đã được cách ly trên khắp Maharashtra vì có thể lây lan virus, bốn người trong số họ đang bị theo dõi, kể từ 1 tháng 3, số còn lại được xuất viện. Một trường hợp nghi ngờ khác được phát hiện tại sân bay Mumbai vào ngày 1 tháng 3.
Vào ngày 2 tháng 3, 3 người đã được xét nghiệm dương tính, nâng tổng số người nhiễm ở nước này lên 6 người. Mười sáu khách du lịch người Ý cùng với tài xế taxi của họ và 6 người ở Agra được xét nghiệm dương tính, từ ngày 3 tháng 2 đến 1 tháng 3, Ấn Độ đã chứng kiến một giai đoạn bình tĩnh liên quan đến giai đoạn bùng phát coronavirus ra toàn cầu vì không có trường hợp mới nào được báo cáo. Nhưng mọi thứ đã thay đổi nhanh chóng kể từ ngày 2 đến ngày 10 tháng 3, 47 người thử nghiệm dương tính với COVID-19. Những trường hợp này được báo cáo ở Kerala, Tmil Nadu, Telangana, Maharashtra, Karnataka, Uttar Pradesh, Delhi, Rajasthan, Haryana, J & K, Punjab và Ladakh, nâng tổng số người nhiễm lên 75 trường hợp, xác nhận đến ngày 12 tháng 3. Vào ngày 12 tháng 3, Ấn Độ xác nhận người đầu tiên chết vì COVID-19, một người đàn ông 76 tuổi, đến từ Karnataka. Trường hợp phục hồi đầu tiên của Assam được xác nhận vào ngày 31 tháng 3 là một người đàn ông 53 tuổi từ Karimganj. 347 người đã tham dự Nizamuddin Congregation ở Delhi giờ đang ở Assam và các địa điểm khác nhau khác của Ấn Độ. Theo Bộ trưởng Y tế Assam Himanta Biswa Sarma, Assam đã có 26 trường hợp phục hồi được xác nhận vào ngày 4 tháng 4. Nó được đề cập rằng tất cả nhưng một trong 26 ca nhiễm có liên quan lễ chúc mừng Tablighi Jamaat tại Nizamuddin Markaz ở Old Delhi.
152 ca nhiễm mới ở Delhi đã được xác nhận, bao gồm 53 người từng tham dự lễ chúc mừng tại Nizamuddin. 4053 người bị giam giữ theo mục 65 vì vi phạm trật tự của chính phủ trong thời gian khóa áp đặt để ngăn chặn sự lây lan của coronavirus. Chính phủ Delhi chạy bệnh viện đã đóng cửa vào ngày 1 tháng 4 sau khi một bác sĩ xét nghiệm dương tính coronavirus. Chính phủ Odisha vừa bị xử phạt 54 Lakh vì nuôi động vật đi lạc trong thời gian khóa.
Tổng số các ca coronavirus được xác nhận ở Ấn Độ đã tăng lên con số 11.933 với 1344 trường hợp phục hồi (bao gồm 1 trường hợp di cư)  và 392 trường hợp tử vong được báo cáo vào ngày 15 tháng 4 năm 2020. Vào Chủ nhật, ngày 5 tháng 4, Thủ tướng Ấn Độ yêu cầu tất cả người dân Ấn Độ thể hiện sự đoàn kết trong việc chiến đấu với Corona virus và hỗ trợ khóa máy bằng chuyển đổi tất cả các đèn trong nhà họ lúc 9 giờ chiều trong 9 phút.

Vụ tai nạn đường sắt Aurangabad và ngày 8 tháng 5 đã gián tiếp gây ra bởi đại dịch.

Bản đồ các ca nhiễm ở Indonesia (kể từ ngày 2 tháng 3 năm 2020)

Ngày 22 tháng 4 năm 2021 ghi nhận số ca nhiễm nhiều nhất trong ngày ở 1 quốc gia với số lượng ghi nhận 315.000 trường hợp dương tính.

### Indonesia
Hai trường hợp đầu tiên đã được xác nhận vào ngày 2 tháng 3. Tính đến ngày 1 tháng 5, đã có 10.551 trường hợp được xác nhận, 1.591 trường hợp tử vong và 192 trường hợp phục hồi. Kể từ 9 tháng 4, dịch bệnh đã lan sang tất cả các tỉnh. Indonesia hiện là nước thứ hai bị ảnh hưởng lớn nhất ở Đông Nam Á, chỉ đứng sau Singapore. Được thực hiện khóa toàn quốc, chính phủ đã tán thành đợt hạn chế xã hội quy mô lớn (tiếng Indonesia: Pembatasan Social Berskala Besar, viết tắt PSBB) đối với một số vùng.

Bản đồ các ca nhiễm ở Iran (kể từ ngày 19 tháng 2 năm 2020)

### Iran
Iran đã báo cáo các trường hợp nhiễm SARS-CoV-2 được xác nhận đầu tiên vào ngày 19 tháng 2 năm 2020 tại Qom. Cuối ngày hôm đó, Bộ Y tế và Giáo dục Y tế tuyên bố rằng cả hai đã chết.
Đến ngày 21 tháng 2, tổng cộng 18 người đã được xác nhận bị nhiễm SARS-CoV-2  và bốn trường hợp tử vong COVID-19 đã xảy ra. Vào ngày 24 tháng 2, theo Bộ Y tế và Giáo dục Y tế, mười hai ca bệnh tử vong do COVID-19 đã xảy ra ở Iran, trong tổng số 64 trường hợp nhiễm SARS-CoV-2 được xác nhận.
Vào ngày 25 tháng 2, Thứ trưởng Bộ Y tế của Iran, Iraj Harirchi đã xét nghiệm dương tính với COVID-19, đã cho thấy một số dấu hiệu của viêm nhiễm ngay trong cuộc họp báo. Vào ngày 3 tháng 3, số người chết chính thức ở Iran đã tăng lên 77, số người chết cao nhất được ghi nhận bên ngoài Trung Quốc sau Ý đã vượt qua Iran, mặc dù số người chết được cho là cao hơn, lên tới 1200 người chết vì sự kiểm duyệt của chính phủ Iran và sự xử lý sai lầm cuối cùng của sự bùng phát virus. Iran hiện có nhiều trường hợp nhất ở Tây Á cũng như trường hợp nhiều thứ tư trên toàn thế giới, sau Trung Quốc, Hàn Quốc và Ý.

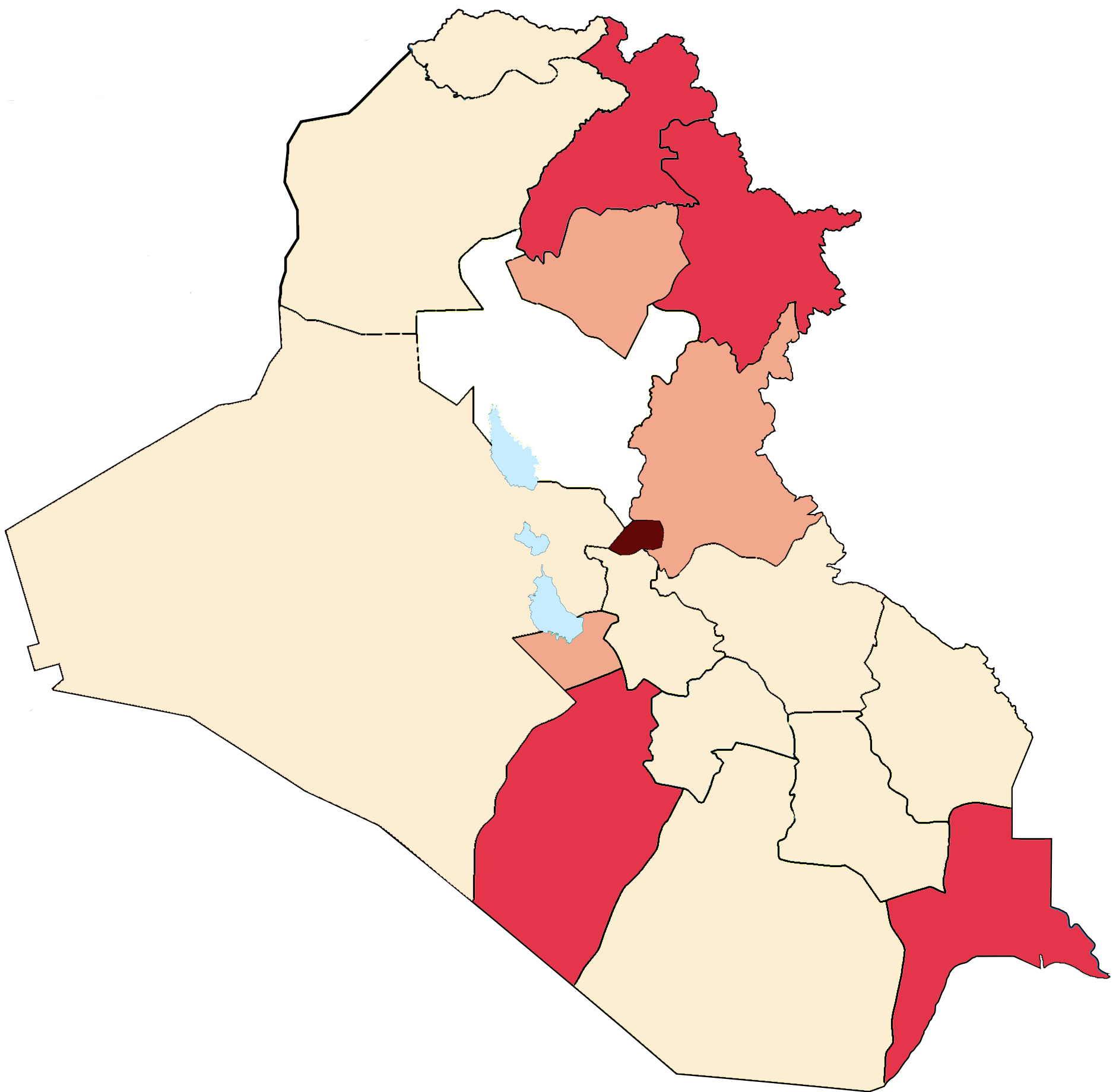
Bản đồ các ca nhiễm ở Iraq (kể từ ngày 25 tháng 3 năm 2020)

Số ca tử vong của Iran là 2.234 vào ngày 26 tháng 3 trong tổng số 29.000 ca nhiễm được xác nhận. Tập trung đông người nơi công cộng bị cấm như giao thông giữa các thành phố; công viên công cộng đóng cửa.

### Iraq
Ca nhiễm đầu tiên tại đất nước này được xác nhận vào ngày 22 tháng 2.
Tính đến ngày 23 tháng 4, đã có 1.631 trường hợp nhiễm bệnh được xác nhận tại Iraq, với 83 trường hợp tử vong được xác nhận.

### Israel
Vào ngày 21 tháng 2, Israel đã xác nhận ca đầu tiên nhiễm COVID-19. Một nữ công dân Israel đã bay từ Nhật Bản về nhà sau khi bị cách ly trên tàu Diamond Princess đã thử nghiệm dương tính tại Trung tâm Y tế Sheba.

Tính đến ngày 15 tháng 3, đã có 200 trường hợp được xác nhận.

Bản đồ các ca nhiễm ở Nhật Bản
(kể từ ngày 16 tháng 1 năm 2020)

Vào ngày 20 tháng 3, cái chết đầu tiên được xác nhận ở Israel đã được báo cáo.

### Nhật Bản
Trường hợp đầu tiên được xác nhận là một người Trung Quốc 30 tuổi, người trước đó đã đến Vũ Hán, bị sốt ngày 3 tháng 1 và trở về Nhật ngày 6 tháng 1.  TOKYO: Nhiễm Coronavirus đứng đầu  ở Nhật Bản 2.000 ca nhiễm vào thứ Ba, theo Reuters tính toán dựa trên dữ liệu của bộ và qua các phương tiện truyền thông. Một trung tâm dành cho người khuyết tật ở tỉnh Chiba, phía đông Tokyo, tìm thêm thấy bảy bệnh nhân bị nhiễm trùng vào thứ Ba, nâng tổng số ca lên 93, theo Kyodo News. New York Times xác nhận rằng Nhật Bản, có năng lực kiểm tra nhanh 7.500 người mỗi ngày, đã thử nghiệm một phần nhỏ bệnh nhân nhiễm Covid-19 (bao gồm người mang mầm bệnh không triệu chứng), so sánh tình hình của Nhật Bản với Hàn Quốc, nơi 360.000 người Hàn Quốc đã được kiểm tra nhanh vào ngày 26 tháng 3. Giáo sư Đại học Colombia Jeffrey Shaman đề nghị rằng Nhật Bản không nên nhận ra mọi thứ diễn ra tồi tệ như thế nào cho đến khi muộn.

### Jordan

Bản đồ các ca nhiễm ở Kazakhstan
(kể từ ngày 12 tháng 3 năm 2020)

Vào ngày 2 tháng 3, hai trường hợp đầu tiên ở nước này đã được xác nhận. Jordan đã có 212 ca nhiễm được xác nhận vào ngày 26 tháng 3. Bất cứ ai không tuân thể đêm giới nghiêm sẽ bị phạt tới 500 dinars (khoảng 700$). Nơi chính phủ Irbid bị cách ly sau khi 26 ca nhiễm được xác nhận trong khu vực.

### Kazakhstan
Vào ngày 13 tháng 3, hai trường hợp đầu tiên ở nước này đã được xác nhận.
Tính đến ngày 23 tháng 4, đã có 1.091 ca nhiễm bệnh, với 14 người tử vong.

### Kuwait

Bản đồ các ca nhiễm ở Ma Cao
(kể từ ngày 22 tháng 1 năm 2020)

Ca nhiễm đầu tiên ở nước này được xác nhận vào ngày 24 tháng 2. Thủ tướng Kuwait nhấn mạnh rằng Nhà nước Kuwait đóng góp rất lớn của cộng đồng người Ấn Độ lớn ở đó và sẽ tiếp tục đảm bảo an toàn cho họ và phúc lợi trong tình hình hiện tại, bản tường trình được nhấn mạnh bởi Văn phòng Thủ tướng.

Bản đồ các ca nhiễm ở Mông Cổ
(kể từ ngày 10 tháng 3 năm 2020)

Modi bày tỏ sự cảm ơn của mình và sự đánh giá cho sự trấn an.

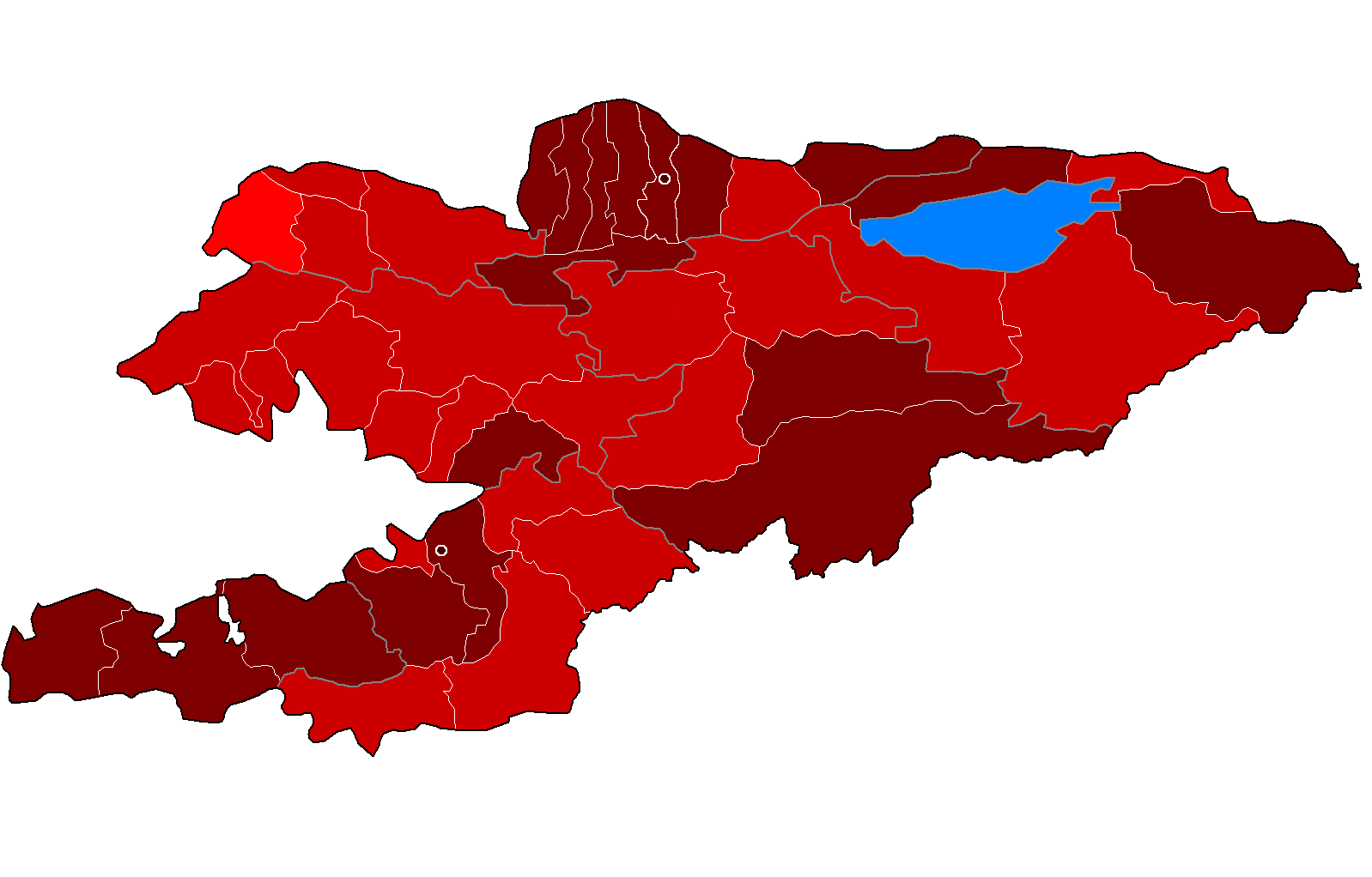
Bản đồ các ca nhiễm ở Kyrgyzstan
(kể từ ngày 18 tháng 3 năm 2020)

Bản đồ các ca nhiễm ở Lào
(kể từ ngày 24 tháng 3 năm 2020)

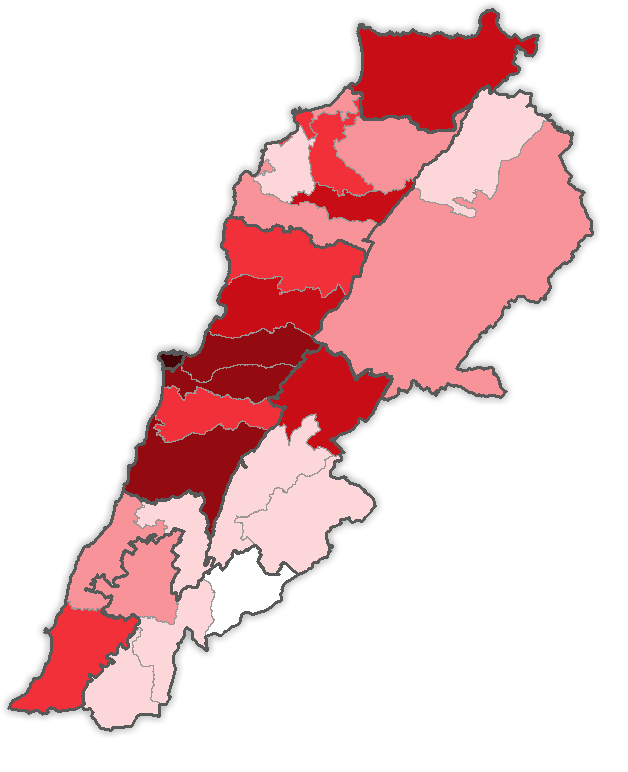
Bản đồ các ca nhiễm ở Liban (kể từ ngày 11 tháng 6 năm 2020)

Bản đồ các ca nhiễm ở Malaysia
(kể từ ngày 25 tháng 1 năm 2020)

Cả hai nhà lãnh đạo đã thảo luận các khía cạnh trong nước và quốc tế đang diễn ra đại dịch COVID-19, tuyên bố nói.

### Kyrgyzstan
Vào ngày 18 tháng 3, ba trường hợp đầu tiên trong nước được xác nhận. Kyrgyzstan đã xác nhận rằng có ba trường hợp nhiễm coronavirus, Bộ trưởng Y tế Kosmosbek Cholponbayev nói vào thứ Tư.
Ba quốc gia kiểm tra tích cực sau khi đến từ Ả Rập Saudi, ông nói trong cuộc họp.

### Lào
Tính đến ngày 23 tháng 4, đã có 19 ca nhiễm được xác nhận ở Lào.

### Liban
Vào ngày 21 tháng 2 năm 2020, Liban thông báo trường hợp đầu tiên nhiễm virus, một phụ nữ 45 tuổi, đi từ Qom, Iran được xét nghiệm dương tính với SARS-CoV-2 và được chuyển đến bệnh viện ở Beirut. Liban ghi nhận 386 ca nhiễm và chín ca tử vong cho đến 25 tháng 3, khi tiến hành giãn cách đến hết ngày 12 tháng 4. Các dịch vụ thiết yếu, như nhà thuốc và siêu thị, phải đóng cửa vào buổi tối.
Số lượng nhiễm COVID-19 không thay đổi ở mức 333, NNA cho biết. Trong khi đó, nội các quyết định gia hạn lệnh giới nghiêm đến 13 tháng 4, với lý do số ca nhiễm ngày càng tăng.

### Ma Cao
Ca nhiễm đầu tiên ở Ma Cao được xác nhận vào ngày 22 tháng 1. 

### Malaysia
Tám người quốc tịch Trung Quốc đã bị cách ly tại một khách sạn ở Johor Bahru vào ngày 24 tháng 1 sau khi tiếp xúc với một người nhiễm bệnh ở nước láng giềng Singapore. Mặc dù báo cáo ban đầu về việc chúng kiểm tra âm tính với virus corona, ba trong số họ được xác nhận là bị nhiễm vào ngày 25 tháng 1.
Vào ngày 16 tháng 2, một bệnh nhân thứ 15 liên quan đến một phụ nữ quốc tịch Trung Quốc đã hoàn toàn bình phục, trở thành bệnh nhân thứ 8 được chữa khỏi virus ở Malaysia. Ngày hôm sau, người Malaysia đầu tiên bị nhiễm virus đã hồi phục, trở thành người thứ 9 được chữa khỏi.
Vào tháng 3 năm 2020, một số quốc gia Đông Nam Á trải qua sư gia tăng đáng kể trong các trường hợp sau khi một sự kiện do Tablighi Jamaat tổ chức tại Nhà thờ Hồi giáo Jamek ở Sri Petaling, Kuala Lumper, nơi nhiều người được cho là bị nhiễm. Đến ngày 17 tháng 3, gần ⅔ trong số 673 trường hợp được xác nhận tại Malaysia có liên quan đến sự kiện này. Hơn 620 người, bao gồm cả những người dự sự kiện từ các quốc gia khác đã xét nghiệm tích cực, khiến nó trở thành trung tâm truyền tải nổi tiếng Đông Nam Á.
Tính đến ngày 16 tháng 5, đã có 6,800 trường hợp xác nhận, với 113 trường hợp tử vong.

### Maldives
Vào ngày 7 tháng 3, hai trường hợp đầu tiên ở nước này được xác nhận. Cho đến nay, có 8 trường hợp được xác nhận tại Maldives.

### Mông Cổ

Bản đồ các ca nhiễm ở Myanmar
(kể từ ngày 23 tháng 3 năm 2020)

Vào ngày 9 tháng 3, trường hợp nhiễm COVID-19 đầu tiên được xác nhận tại Mông Cổ, là một công dân Pháp 57 tuổi đi chuyến bay Moscow-Ulaanbaatar vào ngày 2 tháng 3 và bắt đầu có các triệu chứng vào ngày 7 tháng 3.

### Myanmar
Vào ngày 23 tháng 3, Myanmar xác nhận ca nhiễm đầu tiên và thứ hai. Myanmar ghi nhận ca tử vong đầu tiên vì coronavirus vào ngày 31 tháng 3, một cụ ông 69 tuổi cũng bị ung thư và mất tại bệnh viện, trong vốn thương mại Yangon, chính quyền spokewomen nói.
Anh cũng nói rằng đối xử với ngành y tế tại Úc và dừng ở Singapore trong nhà của anh ấy, theo Bộ Y tế.

### Nepal

Bản đồ ổ dịch ở Nepal
(kể từ ngày 24 tháng 1)

Một sinh viên người Nepal trở về từ Vũ Hán đã trở thành trường hợp đầu tiên của Nepal và Nam Á vào ngày 24 tháng 1, sau khi một mẫu được gửi đến Trung tâm Cộng tác WHO ở Hồng Kông. Anh ta đã được xuất viện sau khi tình trạng được cải thiện và yêu cầu cách ly tại nhà. Ca nhiễm thứ hai được xác nhận ngày 23 tháng 3. Ca lây nội bộ trong nước đầu tiên vào ngày 4 tháng 4 ở Kailali District.
Tính đến ngày 14 tháng 5, Nepal ghi nhận 249 ca nhiễm, tiến hành xét nghiệm chẩn đoán nhanh 62,000 người, và xét nghiệm PCR 22,000; 35 bệnh nhân xác nhận hồi phục. Tất cả đến lục địa bị đóng cửa; và đóng cửa biên giới. Khóa đất nước bắt đầu kể từ ngày 24 tháng 3 và có hiệu lực đến ngày 18 tháng 5.

### Oman

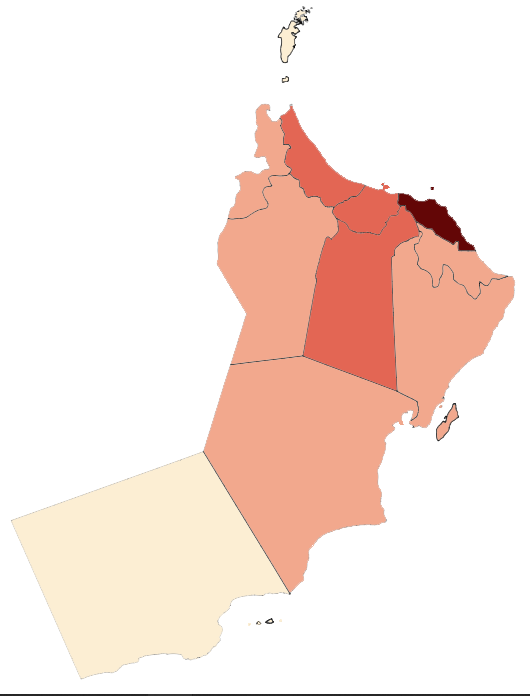
Bản đồ ổ dịch ở Oman
(kể từ ngày 24 tháng 2)

Vào ngày 24 tháng 2, hai trường hợp đầu tiên nhiễm coronavirus đã được xác nhận ở nước này.

### Pakistan

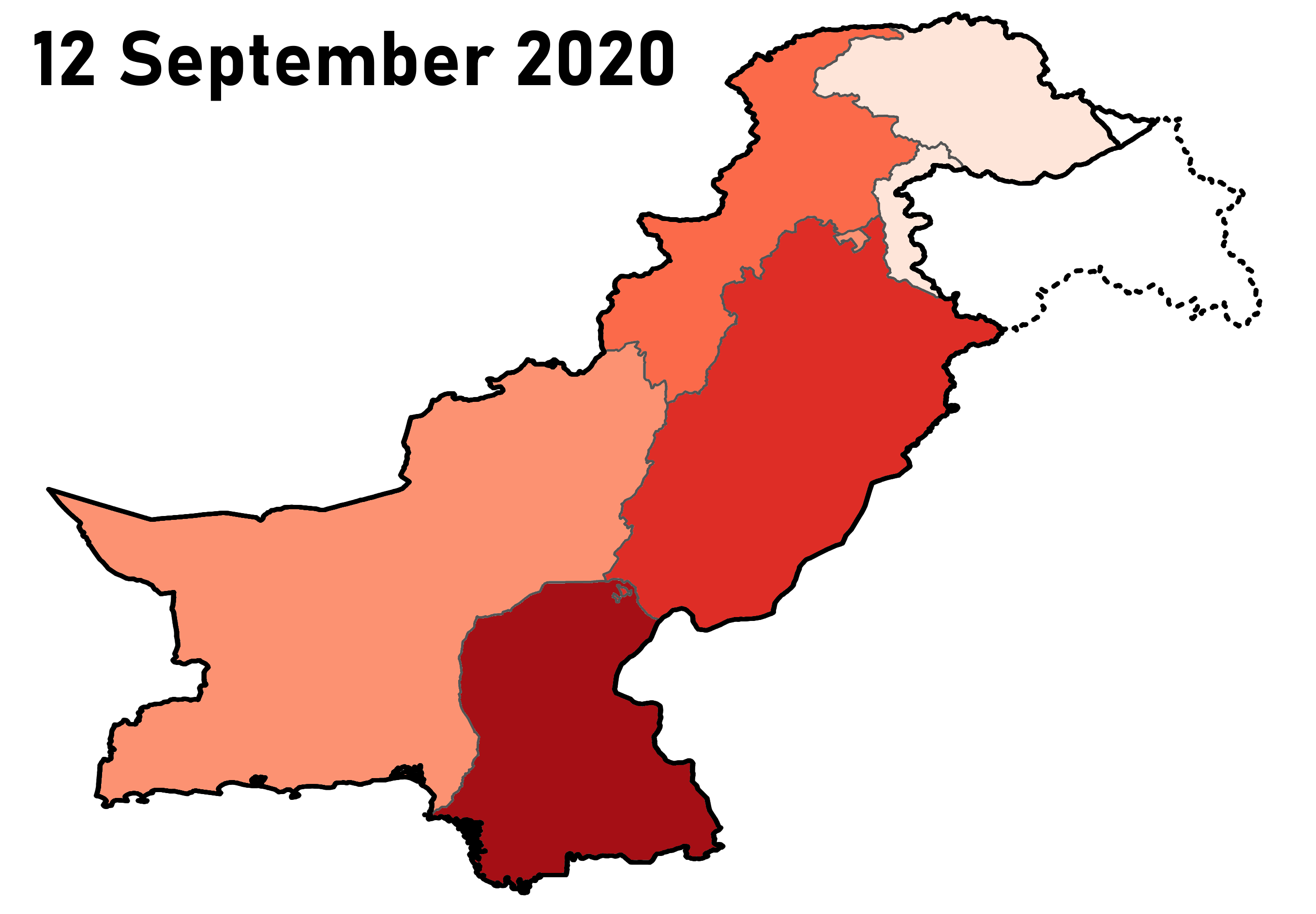
Bản đồ ổ dịch ở Pakistan kể từ ngày 26 tháng 2 năm 2020

Chính phủ Pakistan đã bắt đầu sàng lọc các hành khách tại các sân bay ở Islamabad, Karachi, Lahore và Peshawar để ngăn chặn sự lây lan của virus trong cả nước. Pakistan International Airlines cũng thông báo cho hành khách sàng lọc trước khi họ lên máy bay trong các chuyến bay của mình tới Sân bay Quốc tế Thủ đô Bắc Kinh. Vào ngày 27 tháng 1, Chính phủ Gilgit Baltistan đã quyết định trì hoãn việc mở điểm qua biên giới Trung Quốc-Pakistan tại Đèo Khunjerab, dự kiến vào tháng 2. Biên giới Pakistan - Iran cũng bị đóng cửa.
Vào ngày 1 tháng 3, hai trường nhiễm COVID-19 nữa được xác nhận tại Karachi và Islamabad, nâng tổng số ca nhiễm lên bốn. Bệnh nhân được báo cáo đầu tiên và thứ hai từng du lịch đến Iran, nơi các quan chức y tế tin rằng anh ta bị nhiễm bệnh.
Vào ngày 3 tháng 3, Pakistan đã thông báo trường hợp thứ năm. Tại tỉnh Sindh, 960 người gần đây đã về nhà sau khi hành hương đến Iran đã bị cách ly.
Vào ngày 6 tháng 3, Pakistan đã xác nhận trường hợp thứ sáu tại Karachi. Cùng ngày, bệnh nhân đầu tiên bị nhiễm COVID-19 tại Karachi đã xuất viện. Bệnh nhân thứ bảy được báo cáo là tại Karachi vào ngày 8 tháng 3. Chín trường hợp mới ở Karachi đã được báo cáo vào ngày hôm sau. Tính đến ngày 15 tháng 3, tổng số người nhiễm tăng lên 53, và hai người hồi phục.
Đến ngày 17 tháng 3, đã có 212 trường hợp nhiễm coronavirus được báo cáo ở Pakistan.
Tính đến ngày 19 tháng 3, 380 trường hợp được xác nhận và 2 trường hợp tử vong được báo cáo ở Pakistan.
Tính đến ngày 20 tháng 3, số ca nhiễm được xác nhận ở Pakistan đã tăng lên 454 sau khi Balochistan, Punjab, Sindh, Gilgit-Baltistan, và Khyber-Pakhtunkhwa tuyên bố tăng số lượng người tỉnh của họ. 2 người chết đã được báo cáo cho đến nay.
Theo tuyên bố của Bộ Y tế Sindh, 37 trường hợp mới mắc bệnh đã xuất hiện, nâng tổng số ca coronavirus ở Sindh lên tới 245 với 151 ở Sukkur, 93 ở Karachi, và một ở Hyderabad. Trong số đó, ba trong số bệnh nhân đã hoàn toàn bình phục sau căn bệnh hiểm nghèo. Bệnh nhân thứ ba, người đã thử nghiệm âm tính với virus ngày hôm nay, là một cư dân của thành phố Hyderabad, và được chẩn đoán ở Karachi.
Kể từ ngày 22 tháng 3 năm 2020, Pakistan báo cáo 730 bệnh nhân bị nhiễm COVID-19, và đã niêm phong tất cả các hãng hàng không quốc tế và tiến hành cấm 15 ngày ở Sindh và cấm 11 người ở Balochistan. Khi Pakistan chiến đấu với khủng hoảng kinh tế, Thủ tướng Pakistan Khan đã ra lệnh phân phối số tiền chưa sử dụng của Ngân hàng Thế giới tài trợ cho các dự án cơ sở hạ tầng trị giá 40 triệu USD để phòng chống COVID-19. Islamabad: Số ca nhiễm COVID-19 ở Pakistan tăng 1,865 người vào thứ ba, cho thấy một quỹ đạo đi lên liên tục với các quan chức tranh giành để lan truyền căn bệnh đáng sợ bằng cách kêu gọi công chúng ở trong nhà trong khi mọi người ở nhiều thành phố được thấy. Bộ Dịch vụ Y tế trong bản cập nhật trên trang web chuyên dụng cho thấy tỉnh lớn nhất của bang Punjab có tối đa 652 bệnh nhân.

### Palestine

Bản đồ ổ dịch ở Philippines kể từ ngày 30 tháng 1 năm 2020

Bảy trường hợp được xác nhận nhiễm COVID-19 tại Nhà nước Palestine vào ngày 5 tháng 3.

### Philippines
Tính đến ngày 17 tháng 3, đã có 187 trường hợp được xác nhận và 259 trường hợp nghi ngờ COVID-19 tại Philippines. Trường hợp đầu tiên ở nước này được xác nhận vào ngày 30 tháng 1. Vào ngày 5 tháng 2, Bộ Y tế (DOH) xác nhận trường hợp thứ ba. Có những nghi ngờ về sự lây truyền của cộng đồng trong nước, vì một người không có lịch sử du lịch nước ngoài đã bị nhiễm căn bệnh này.
Để đối phó với dịch bệnh, Chính phủ đã áp dụng các biện pháp phòng ngừa, chẳng hạn như hạn chế đi lại, các biện pháp xa cách xã hội và cấm tụ tập đông người. Ngoài ra, kiểm dịch đã được áp đặt đối với Vùng Quốc gia Thủ đô. Sau đó, nó được mở rộng ra toàn bộ Luzon, ảnh hưởng đến 59 triệu người cư trú trên đảo. Các tỉnh Bohol, Bukidnon, Capiz, Davao de Oro, Iloilo, Lanao del Sur và Zamboanga del Norte cũng như các thành phố và đô thị Bacolod, Cebu, Cotabato, Davao, San Jose, và Zamboanga cũng bắt đầu kiểm dịch hạn chế hoặc cộng đồng. 

### Qatar
Qatar ghi nhận ca nhiễm đầu tiên vào ngày 29 tháng 2, người này có lịch sử trở về nước từ Iran. Ca tử vong đầu tiên tại nước này vào ngày 28 tháng 3, một người 57 tuổi, người sẵn sàng chịu đựng thảm hoạ kinh hoàng. Ngày 31 tháng 3, Qatar ghi nhận ca tử vong thứ hai vì coronavirus và 88 ca nhiễm mới, nâng tổng số ca nhiễm lên 781. Bộ Y tế tuyên bố rằng 11 bị lây nhiễm được xác nhận.

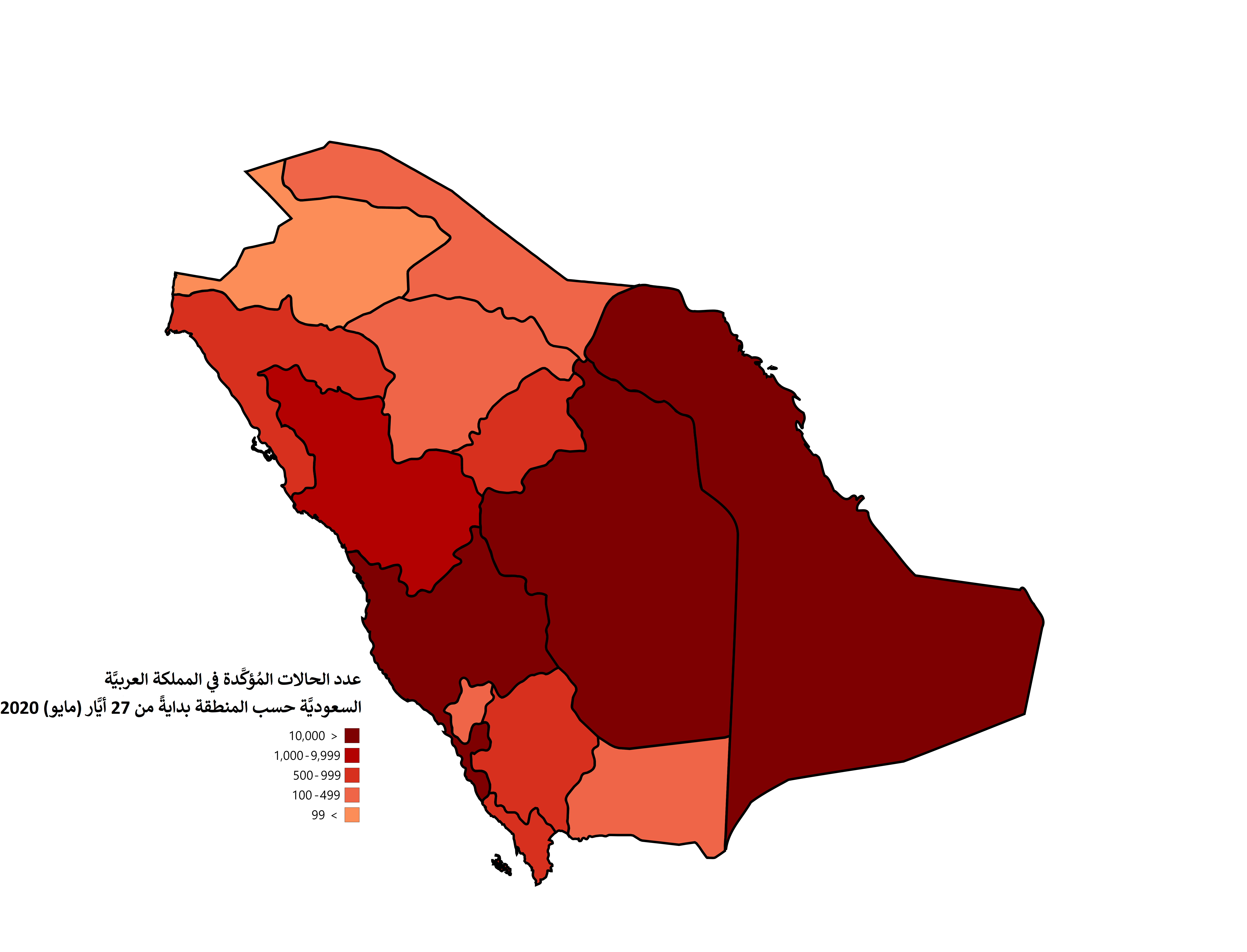
Bản đồ các ca nhiễm ở Ả Rập Xê Út (kể từ ngày 27 tháng 5 năm 2020)

### Ả Rập Xê Út
Vào ngày 27 tháng 2 năm 2020, Ả Rập Xê Út tuyên bố tạm dừng nhập cảnh đối với các cá nhân muốn thực hiện cuộc hành hương Umrah ở Mecca hoặc đến thăm Nhà thờ Hồi giáo Tiên tri ở Medina, cũng như khách du lịch. Quy tắc này cũng được mở rộng cho du khách đi du lịch từ các quốc gia nơi SARS-CoV-2 có nguy cơ.
Vào ngày 28 tháng 2, Bộ trưởng Bộ Ngoại giao Ả Rập Xê Út tuyên bố tạm thời nhập cảnh đối với công dân Hội đồng Hợp tác vùng Vịnh (GCC) tới Mecca và Medina. Công dân ở GCC đã ở Ả Rập Saudi hơn 14 ngày liên tục và không cho thấy bất kỳ triệu chứng nào của COVID-19 sẽ bị loại trừ khỏi quy tắc này.
Ả Rập Saudi đã xác nhận trường hợp đầu tiên ở nước này vào ngày 2 tháng 3, một người Saudi trở về từ Iran qua Bahrain.
Vào thứ năm, ngày 19 tháng 3, Ả Rập Xê Út đã đình chỉ việc tổ chức những lời khấn cầu nguyện vào tháng 6 hàng tuần trong và ngoài bức tường của hai nhà thờ Hồi giáo ở Mecca và Medina nhằm hạn chế sự lây lan virus. Vào thứ 6, ngày 20 tháng 3, Ả Rập Saudi tuyên bố đình chỉ tất cả các chuyến bay nội địa, xe buýt, taxi và xe lửa trong 14 ngày khi bối cảnh dịch COVID-19 bùng phát toàn cầu.

Tại cuộc họp trực tuyến G20, do Vua Salman chủ trì vào ngày 25 tháng 3, các cam kết tập thể được thực hiện để thêm 4,8 nghìn tỷ đô vào nên kinh tế toàn cầu để chống lại các tác động xã hội và tài chính của đại dịch.

Bản đồ ổ dịch ở Singapore kể từ ngày 23 tháng 1 năm 2020

Vào ngày 26 tháng 3, các nhà chức trách tuyên bố phong tỏa toàn bộ Riyadh, Mecca và Medina cộng với lệnh giới nghiêm trên toàn quốc. 1,012 trường hợp và bốn trường hợp tử vong được báo cáo.

### Singapore
Trường hợp đầu tiên ở Singapore được xác nhận vào ngày 23 tháng 1. Sau đó, các trường hợp lây truyền địa phương bắt đầu được báo cáo vào ngày 4 tháng 2. Yong Thai Han, một cửa hàng chủ yếu phục vụ khách du lịch Trung Quốc được xác định là địa điểm lây nhiễm, nơi bốn phụ nữ không có lịch sử du lịch gần đây đến Trung Quốc lây nhiễm.

Bản đồ ổ dịch ở Hàn Quốc (kể từ ngày 20 tháng 1 năm 2020)

Tính đến ngày 22 tháng 5, tổng cộng 30.426 trường hợp được xác nhận với 23 trường hợp tử vong.

### Hàn Quốc

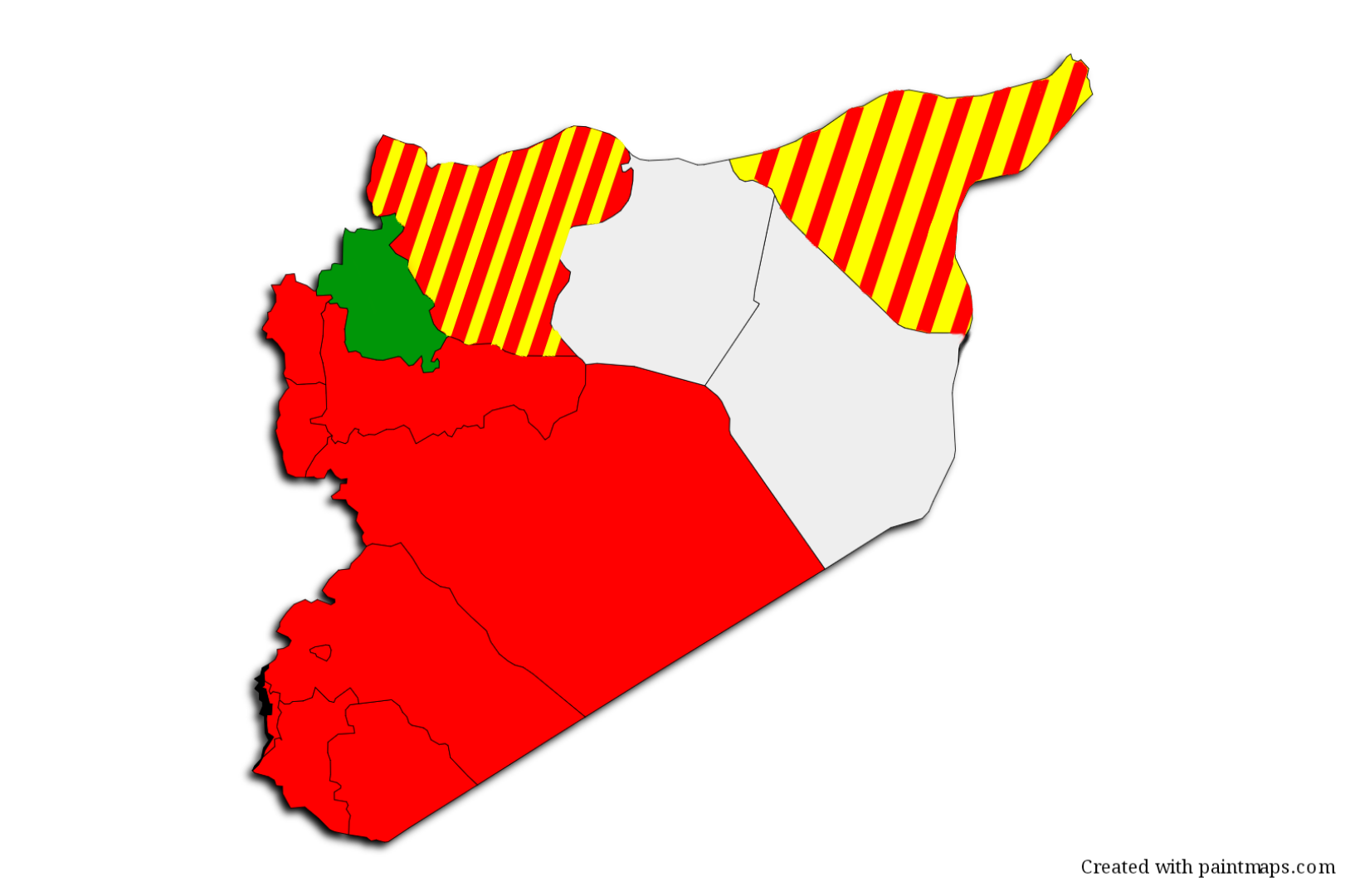
Bản đồ các ca nhiễm ở Syria (kể từ ngày 20 tháng 8 năm 2020)

Trường hợp được xác nhận đầu tiên của sự bùng phát virus corona 2019 (COVID-19) tại Hàn Quốc được công bố vào ngày 20 tháng 1 năm 2020. Vào ngày 19 tháng 2, số trường hợp được xác nhận đã tăng lên 20, và vào ngày 20 tháng 2 là 53, tổng cộng là 53 trong số 104, theo Trung tâm kiểm soát và phòng ngừa dịch bệnh Hàn Quốc (KDCD), với bước nhảy đột ngột chủ yếu là do "bệnh nhân 31", người đã tham dự một buổi họp mặt tại Nhà thờ Tân Thiên Địa ở tỉnh Daegu. Tính đến ngày 20 tháng 2 năm 2020, số trường hợp được xác nhận ở Hàn Quốc, lớn thứ ba sau Trung Quốc và các ca nhiễm bệnh trên tàu Diamond Princess. Vào ngày 24 tháng 2, số trường hợp được xác nhận ở Hàn Quốc lớn thứ hai; tính đến ngày 14 tháng 3 năm 2020, con số này hiện lớn thứ tư. Một lý do cho số lượng lớn các trường hợp được xác nhận là số lượng lớn các xét nghiệm được thực hiện. Ở Hàn Quốc, hơn 66.650 người đã được thử nghiệm trong vòng một tuần kể từ trường hợp lây truyền cộng đồng đầu tiên và Hàn Quốc nhanh chóng có thể kiểm tra 10.000 người mỗi ngày.

Bản đồ ổ dịch ở Sri Lanka (kể từ ngày 27 tháng 1 năm 2020)

### Sri Lanka
Trường hợp đầu tiên ở nước này được xác nhận vào ngày 27 tháng 1.
Đất nước hiện có 29 trường hợp vào ngày 16 tháng 3 và 81 trường hợp tính đến ngày 22 tháng 3.

### Syria
Do Syria đã phải đối phó với cuộc nội chiến, sợ rằng Syria sẽ là quốc gia bị ảnh hưởng nặng nề nhất đang gây lo ngại, sau một số trường hợp được phát hiện ở các nước láng giềng Iraq, Liban, và Jordan, và hệ thống y tế kém do hậu quả của cuộc nội chiến. Chính phủ Kurdistan của Iraq, trong một sự hợp tác hiếm hoi với người đồng cấp Syria vào ngày 2 tháng 3, đã ra lệnh đóng cửa hoàn toàn biên giới với Syria để ngăn chặn sự lây lan.
Trường hợp đầu tiên ở Syria được xác nhận vào ngày 22 tháng 3.

### Đài Loan

Các ca nhiễm được xác nhận ở Đài Loan kể từ ngày 21 tháng 1 năm 2020

Đại dịch COVID-19 đã có tác động ở Đài Loan nhỏ hơn nhiều so với hầu hết các nước công nghiêp hóa, với tổng số 7 ca tử vong vào ngày 11 tháng 5 năm 2020. Số ca mắc nhiều nhất vào ngày 6 tháng 4 với 307 trường hợp, phần lớn là người nước ngoài.

Các ca nhiễm được xác nhận ở Tajikistan kể từ ngày 30 tháng 4 năm 2020

### Tajikistan
Vào ngày 30 tháng 4 năm 2020, 15 ca nhiễm COVID-19 đầu tiên được báo cáo tại Tajikistan.

### Thái Lan

Các ca nhiễm được xác nhận ở Thái Lan kể từ ngày 13 tháng 1 năm 2020

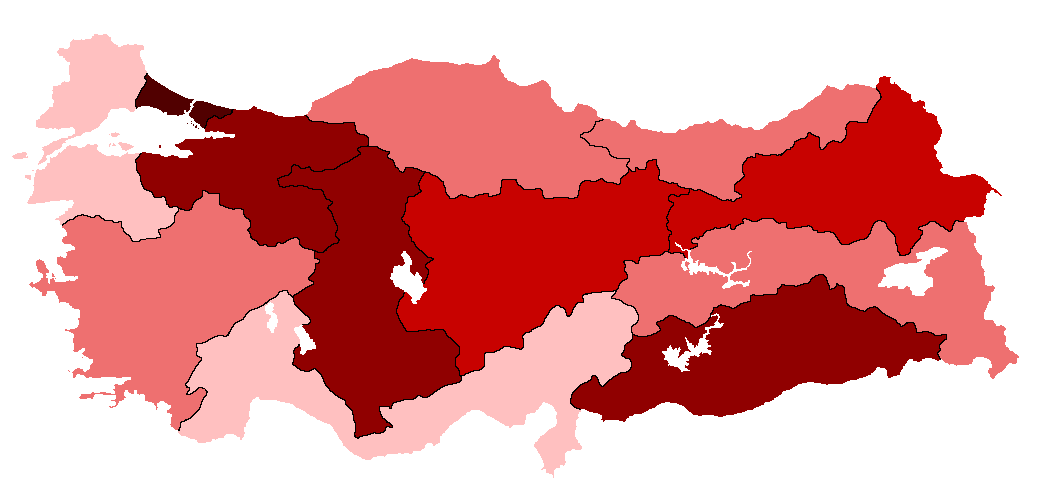
Các ca nhiễm được xác nhận ở Thổ Nhĩ Kỳ kể từ ngày 11 tháng 3 năm 2020

Các ca nhiễm được xác nhận ở UAE kể từ ngày 29 tháng 1 năm 2020

Các ca nhiễm được xác nhận ở Uzbekistan kể từ ngày 15 tháng 3 năm 2020

Bản đồ ổ dịch ở Việt Nam kể từ ngày 23 tháng 1 năm 2020

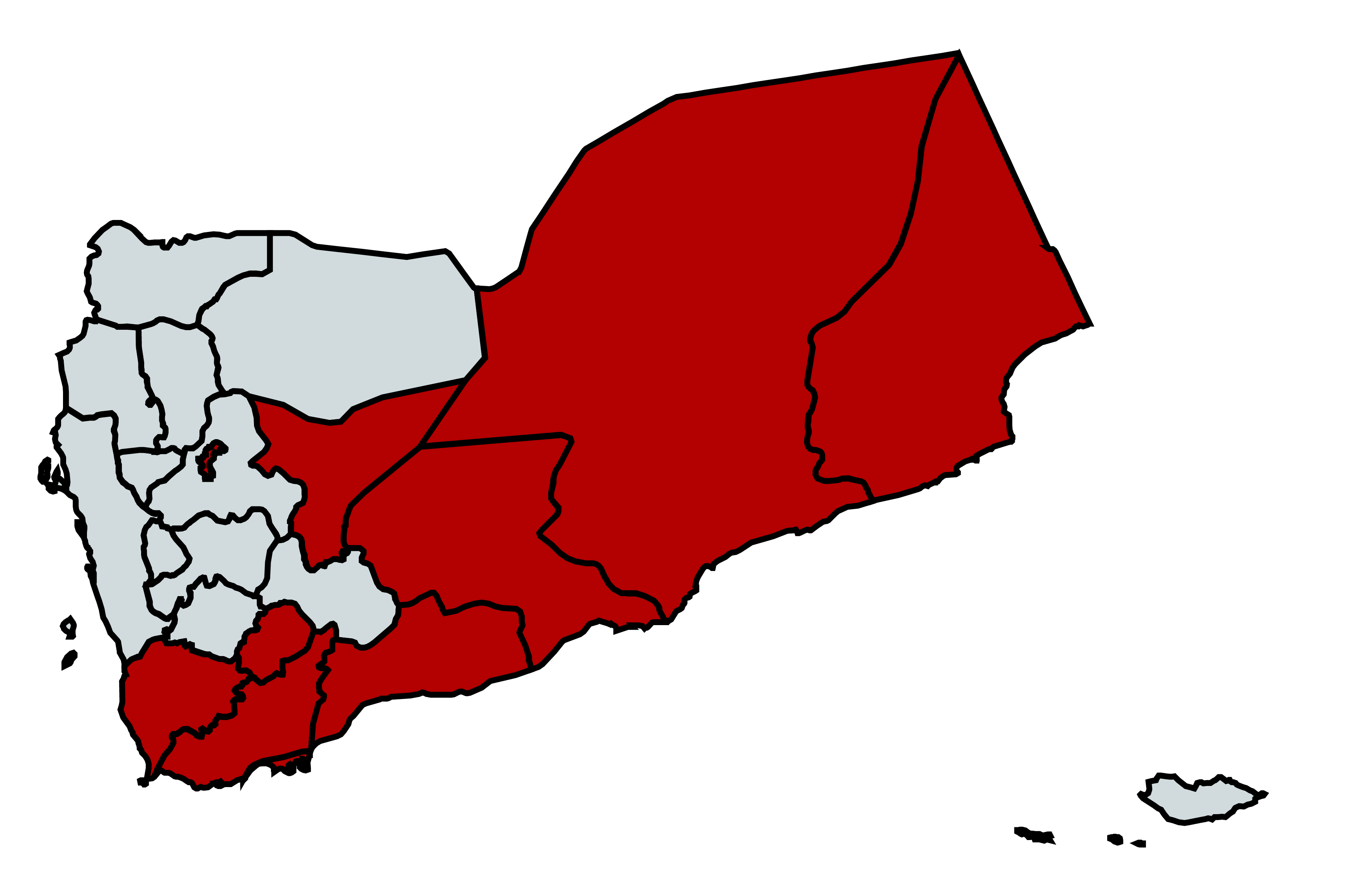
Các ca nhiễm được xác nhận ở Yemen kể từ ngày 10 tháng 4 năm 2020

Vào ngày 13 tháng 1, Thái Lan đã có trường hợp đầu tiên, cũng là trường hợp đầu tiên bên ngoài Trung Quốc.
Vào ngày 1 tháng 3, cái chết đầu tiên được xác nhận ở Thái Lan đã được báo cáo.
Tính đến ngày 16 tháng 3, đã có tổng cộng 147 trường hợp được xác nhận với 1 trường hợp tử vong, 108 bệnh nhân nội trú và 38 người xuất viện.

### Thổ Nhĩ Kỳ
Vào ngày 11 tháng 3 (UTC + 3:00), Bộ trưởng Y tế Fahrettin Koca tuyên bố một người đàn ông Thổ Nhĩ Kỳ đã nhiễm virus khi du lịch châu Âu và là trường hợp đầu tiên của nước này.
Vào ngày 12 tháng 3, chính phủ Thổ Nhĩ Kỳ đóng cửa tất cả các trường tiểu học, trung học cơ sở, trung học phổ thông và đại học bắt đầu từ 16 tháng 3 năm 2020.

### Các Tiểu vương quốc Ả Rập Thống nhất (UAE)
Trường hợp nhiễm đầu tiên ở nước này xác nhận vào ngày 29 tháng 1. Đây là quốc gia đầu tiên ở Trung Đông báo cáo trường hợp nhiễm virus đầu tiên.
Ca tử vong do COVID-19 đầu tiên vào ngày 20 tháng 3.
Một lệnh giới nghiêm được thực hiện từ 8 giờ tối đến 6 giờ sáng ngày 26 tháng 3 sau khi các bãi biển, trung tâm thương mại và sân bay bị đóng cửa. Giao thông công cộng tạm ngưng hoạt động. Chiến dịch khử trùng trên toàn quốc được triển khai bắt đầu trong giờ giới nghiêm.

### Uzbekistan
Vào ngày 15 tháng 3, trường hợp đầu tiên ở nước này đã được xác nhận.

### Việt Nam
Trong khoảng thời gian từ 22 tháng 1 đến 25 tháng 2 năm 2020, 16 bệnh nhân đã được phát hiện, chủ yếu liên quan đến một nhóm công nhân trở về từ Vũ Hán và người thân của họ. Những trường hợp khác bao gồm hai cha con quốc tịch Trung Quốc , một nhân viên tiếp tân người Việt Nam đã liên lạc với họ, và một người Mỹ gốc Việt đã có hai giờ nghỉ việc ở Vũ Hán khi đi du lịch từ Hoa Kỳ. Tính đến ngày 25 tháng 2, tất cả 16 trường hợp đã phục hồi.
Vào ngày 6 tháng 3, 28 bệnh nhân mới lần lượt được Bộ Y tế Việt Nam công bố. Hầu hết các trường hợp đều liên quan đến "trường hợp thứ 17", người này đã đi chuyến bay VN0054 từ London đến Hà Nội với hành khách và "bệnh nhân số 34". Trường hợp duy nhất không liên quan đến các cụm mới được đề cập là một công nhân Việt Nam trở về từ Daegu. Tính đến ngày 2 tháng 4 năm 2020, đã có tổng cộng 324 trường hợp nhiễm coronavirus tại Việt Nam, với 266 trường hợp được chữa khỏi.
Từ ngày 6 tháng 3 đến nay, Việt Nam tiếp tục xác nhận các ca nhiễm COVID-19 mới.Và đến ngày 14/12/2021 thì Việt Nam đã ghi nhận số ca nhiễm COVID-19 là 1.443.648 ca nhiễm và đã điều trị khỏi là 1.060.436 và số ca tử vong là 28.333 ca

### Yemen
Ca nhiễm đầu tiên được phát hiện vào ngày 10 tháng 4 năm 2020 tại tỉnh Hadramawt phía Nam Yemen và là công dân Yemen 73 tuổi.
Nước này bị coi là dễ bị thương tổn trước sự bùng phát, do tình hình nhân đạo thảm khốc do nội chiến, trầm trọng hơn do nạn đói, dịch tả và phong tỏa quân sự của Ả Rập Saudi và các đồng minh.

## Phòng ngừa ở các nước khác

### Triều Tiên
Vào ngày 23 tháng 1, các trường hợp nghi ngờ ở Sinuiju đã được cách ly. Ngày 3/4, Triều Tiên (KCNA) đưa tin có khoảng 500 người hiện được đặt trong tình trạng cách ly, giảm mạnh so với khoảng 2.280 trường hợp so với trước đó 1 tuần.
Vào ngày 14 tháng 3 năm 2020, truyền thông nhà nước Triều Tiên cho biết không có trường hợp nào được xác nhận trong lãnh thổ của mình.

### Turkmenistan
Turkmenistan đóng cửa các tuyến đường bộ xuyên biên giới, hủy các chuyến bay đến Trung Quốc và một số nước khác từ đầu tháng 2 và chuyển hướng mọi chuyến bay đến thủ đô sang thành phố Turkmenabat ở miền đông bắc.